# Baalsaurus
Baalsaurus („Baalův ještěr“) byl rod středně velkého sauropodního dinosaura, žijícího v období pozdní křídy (geologické věky turon až coniak, asi před 90 miliony let). Fosilie tohoto sauropoda byly objeveny na území dnešní argentinské Patagonie (provincie Neuquén).

## Objev
Fosilie tohoto sauropoda v podobě dentální kosti byly odkryty ze sedimentů souvrství Portezuelo. Unikátní tvar a morfologie čelistní kosti i dentice (v podobě deseti zachovaných zubů) dokládají, že patřily samostatnému a dosud neznámému rodu a druhu titanosaurního sauropodního dinosaura. Jedná se o jeden z mála případů, kdy se čelistní kost sauropoda dochová a nese dostatečně jasné diagnostické znaky. Formálně byl tento taxon popsán paleontology Jorge O. Calvem and Bernardem Gonzalezem Rigou na přelomu let 2018 a 2019.
Fosilie malých mláďat titanosaurních sauropodů, popsané ze souvrství Portezuelo v roce 2021, mohly patřit právě tomuto rodu.